# Szczepanów (powiat świdnicki)

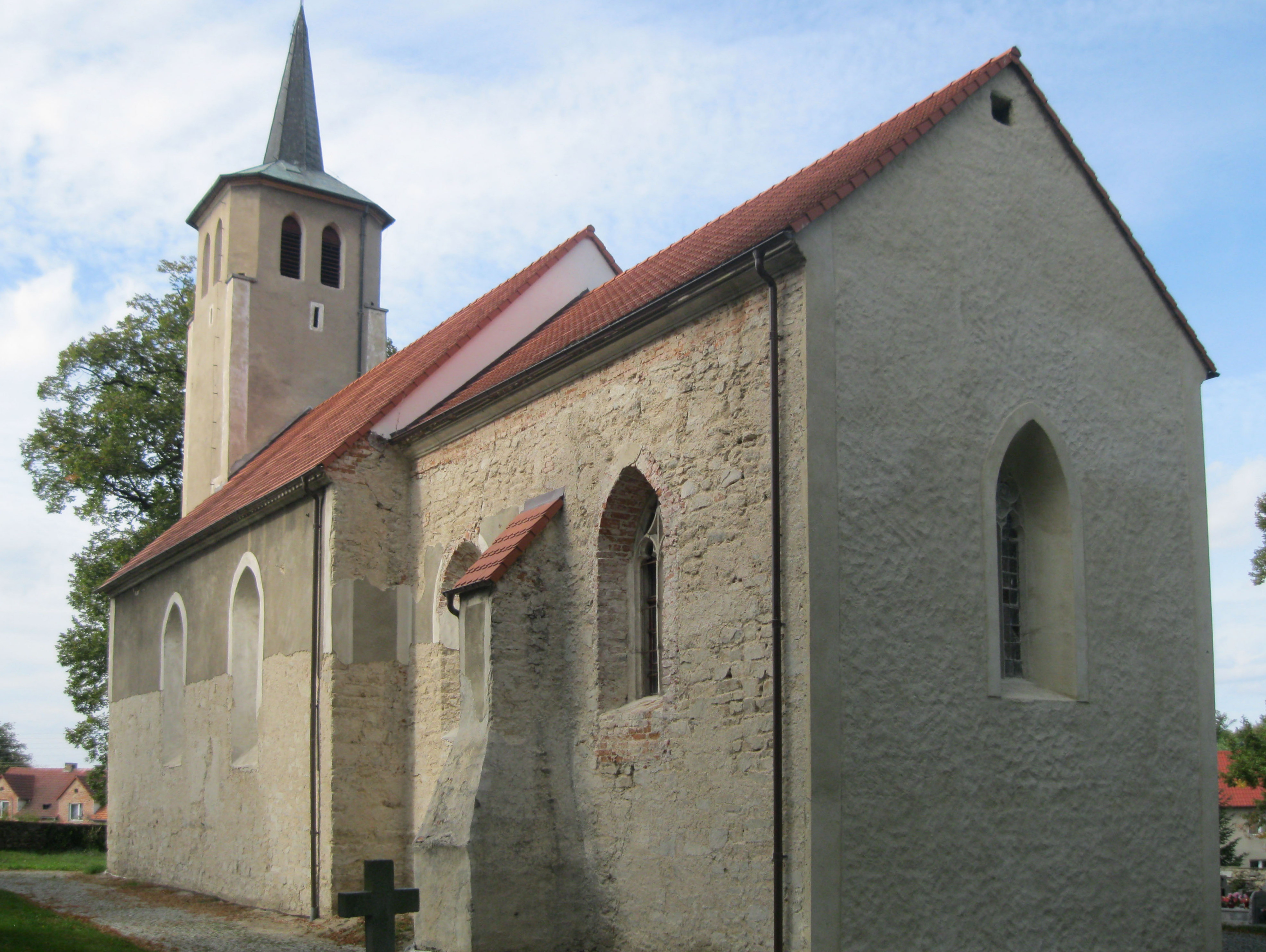
Kościół MB Różańcowej

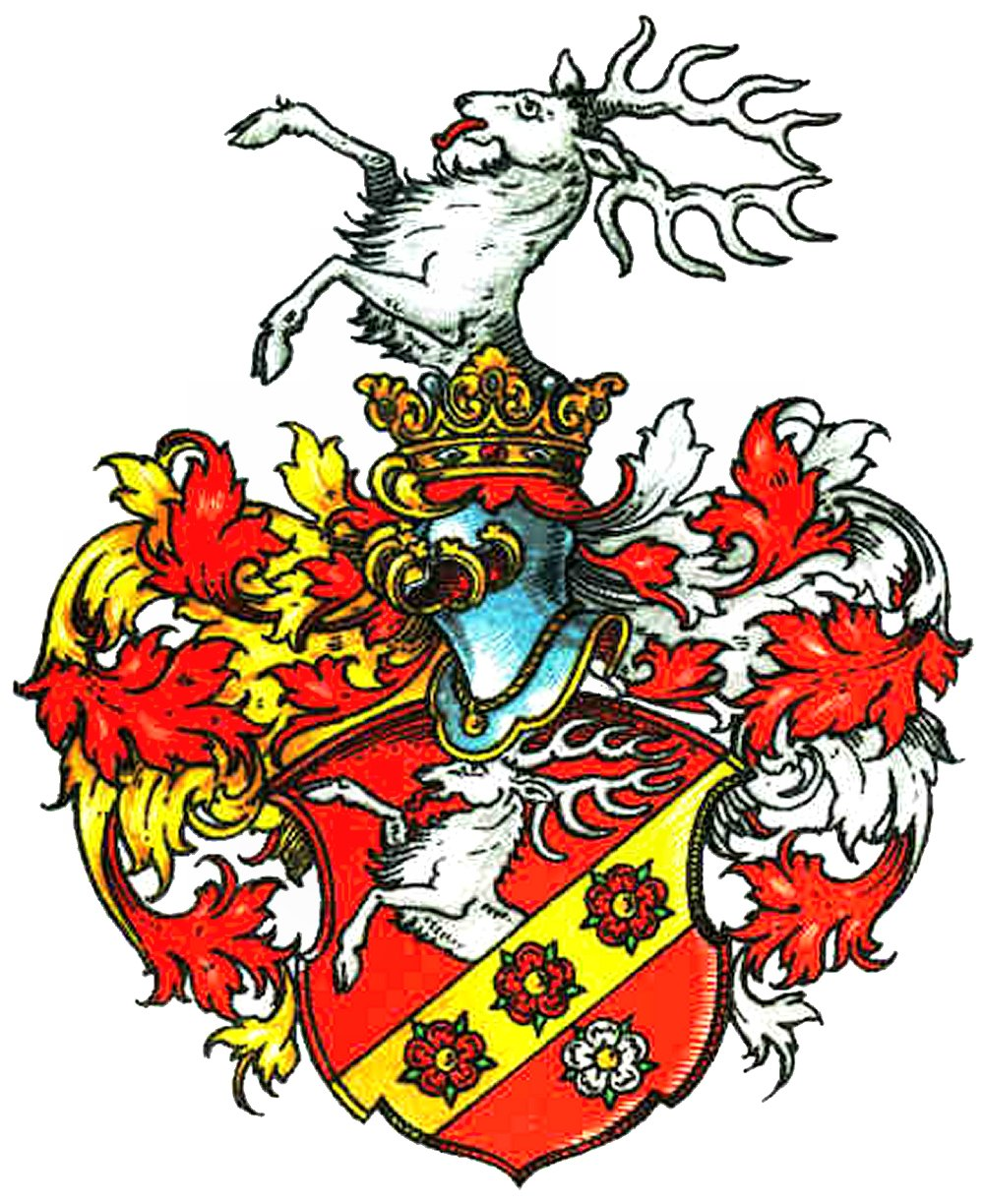
Herb rodziny von Lieres und Wilkau

Szczepanów (niem. Stephanshain) – wieś w Polsce położona w województwie dolnośląskim, w powiecie świdnickim, w gminie Marcinowice.

## Podział administracyjny
W latach 1975–1998 miejscowość należała administracyjnie do województwa wałbrzyskiego.

## Zabytki
Do wojewódzkiego rejestru zabytków wpisane są:
- kościół  Matki Bożej Różańcowej w Szczepanowie, filialny, z początku XVI w., XVIII w., gotycki, w wyposażeniu gotycki krucyfiks z końca XV w[5]. Wewnątrz epitafia:
  - Dippranta von Nimptsch (zm. 1584), z herbami:
    - ojcowskimi, von: Nimptsch, Zedlitz
    - matczynymi, von: Zedlitz, Schweinichen.

  - Margarete  von Seidlitz, żony Dippranta von Nimptsch, z herbami:
    - ojcowskimi, von: Seidlitz, Hochberg
    - matczynymi, von: Gregersdorf, Peterswald

  - Dippranta von Nimptsch Młodszego (zm. 1583), z herbami:
    - ojcowskimi, von: Nimptsch, Zedlitz
    - matczynymi, von: Seidlitz, Gregersdorf.

  - Sigmunta von Nimptsch (zm. 1571),  syna Dippranta, z herbami:
    - ojcowskimi, von: Nimptsch, Zedlitz
    - matczynymi, von: Seidlitz, Gregersdorf[6].
- zespół pałacowy:
  - pałac w Szczepanowie (powiat świdnicki), obecnie ruina, z XVI w., przebudowany po 1841 r.; w średniowieczu istniał tu zamek wodny, zniszczony w czasie wojny 30-letniej
  - park z XIX w.

inne zabytki:
- mauzoleum rodziny von Lieres und Wilkau z początku XX w. na cmentarzu[7], nieopodal DK 35 do Marcinowic.